# Alfredo Pitto
Alfredo Pitto (Livorno, 25 de maio de 1906 - 16 de outubro de 1976) foi um futebolista italiano.

## Carreira
Conquistou a medalha de bronze 1928, com a Seleção Italiana de Futebol.